# Гіватаїм
Гівата́їм (івр. גִּבְעָתַיִם, Ґіватайм) — місто в Ізраїлі, розташоване в Тель-Авівському окрузі, входить до агломерації Гуш-Дан, примикає до Тель-Авіва зі сходу.
Засноване в 1922 році, статус міста отримало в 1959 році.
За даними на 2004 рік чисельність населення становить 47 900 чоловік.
В основному — євреї європейського походження. Життєвий рівень — один з найвищих в країні.
Займана площа — близько 3,2 км².
Серед міських архітектурних пам'яток — головна обсерваторія Астрономічного товариства Ізраїлю і театр.

## Відомі особистості
В поселенні народився:
- Яфа Ярконі (1925—2012) — ізраїльська співачка.

## Галерея

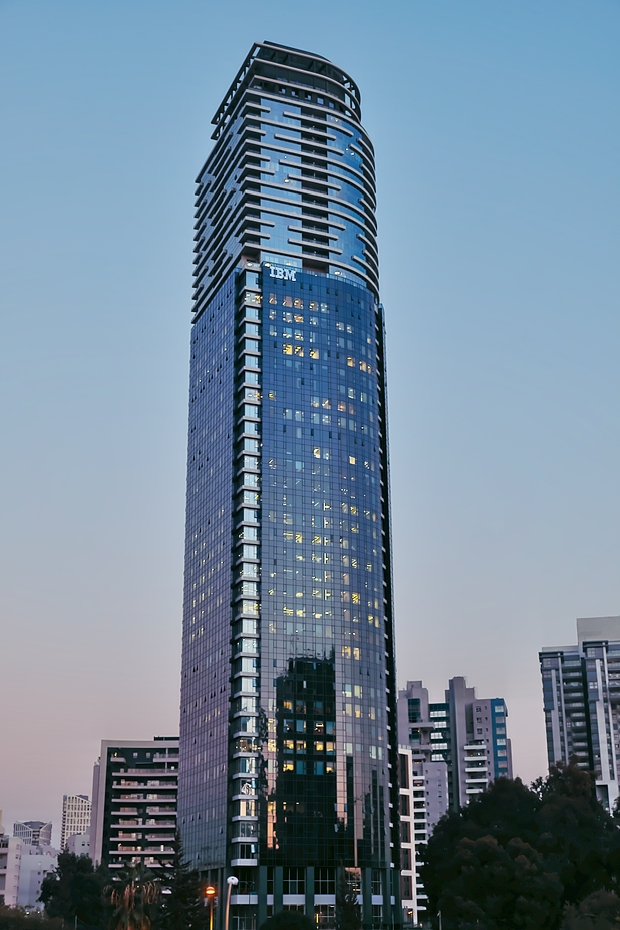
Вежа Га-Шахар[en]
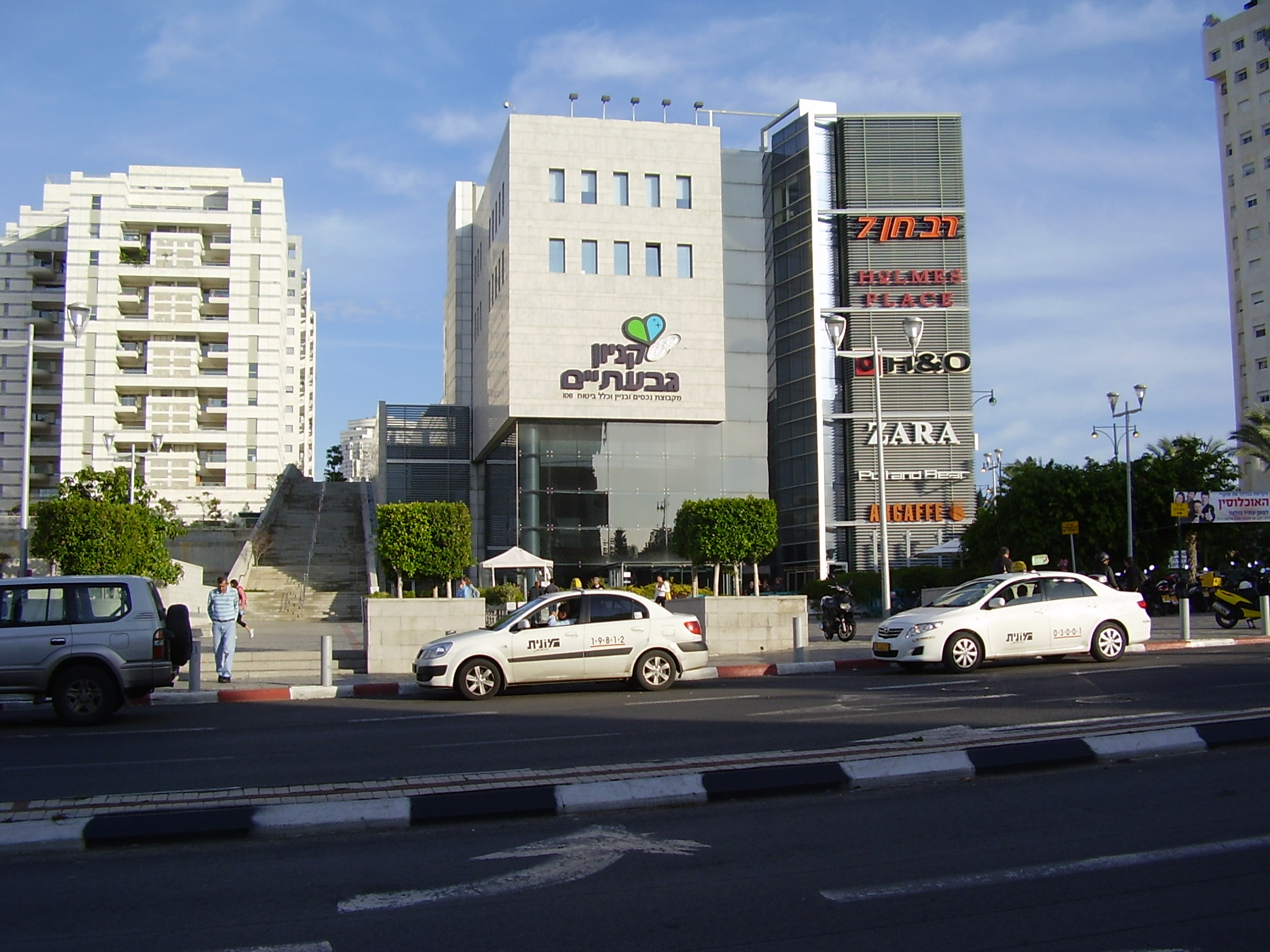
Торговий центр Гіватаїм
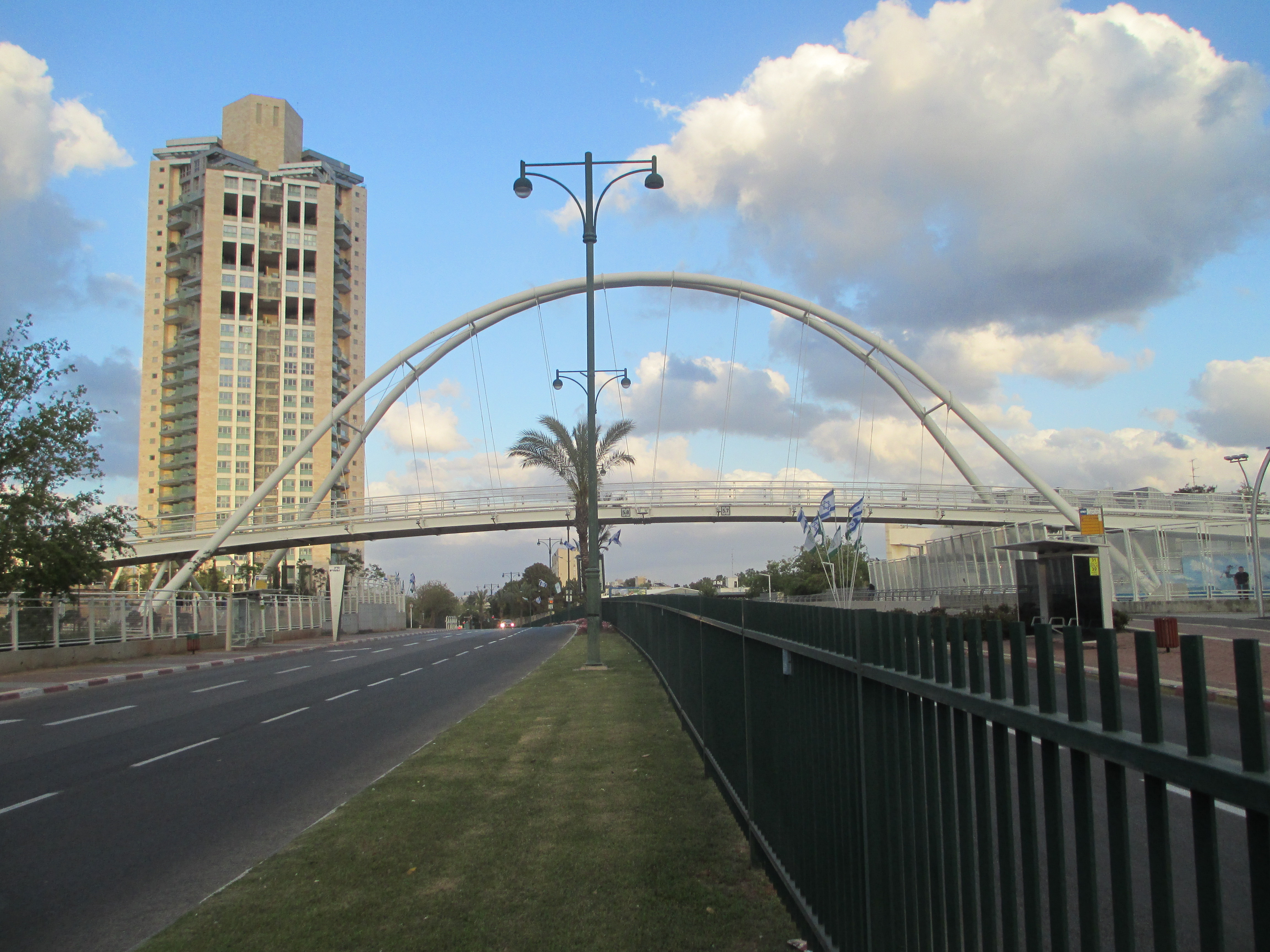
Пішохідний підвісний міст в Гіватаїмі
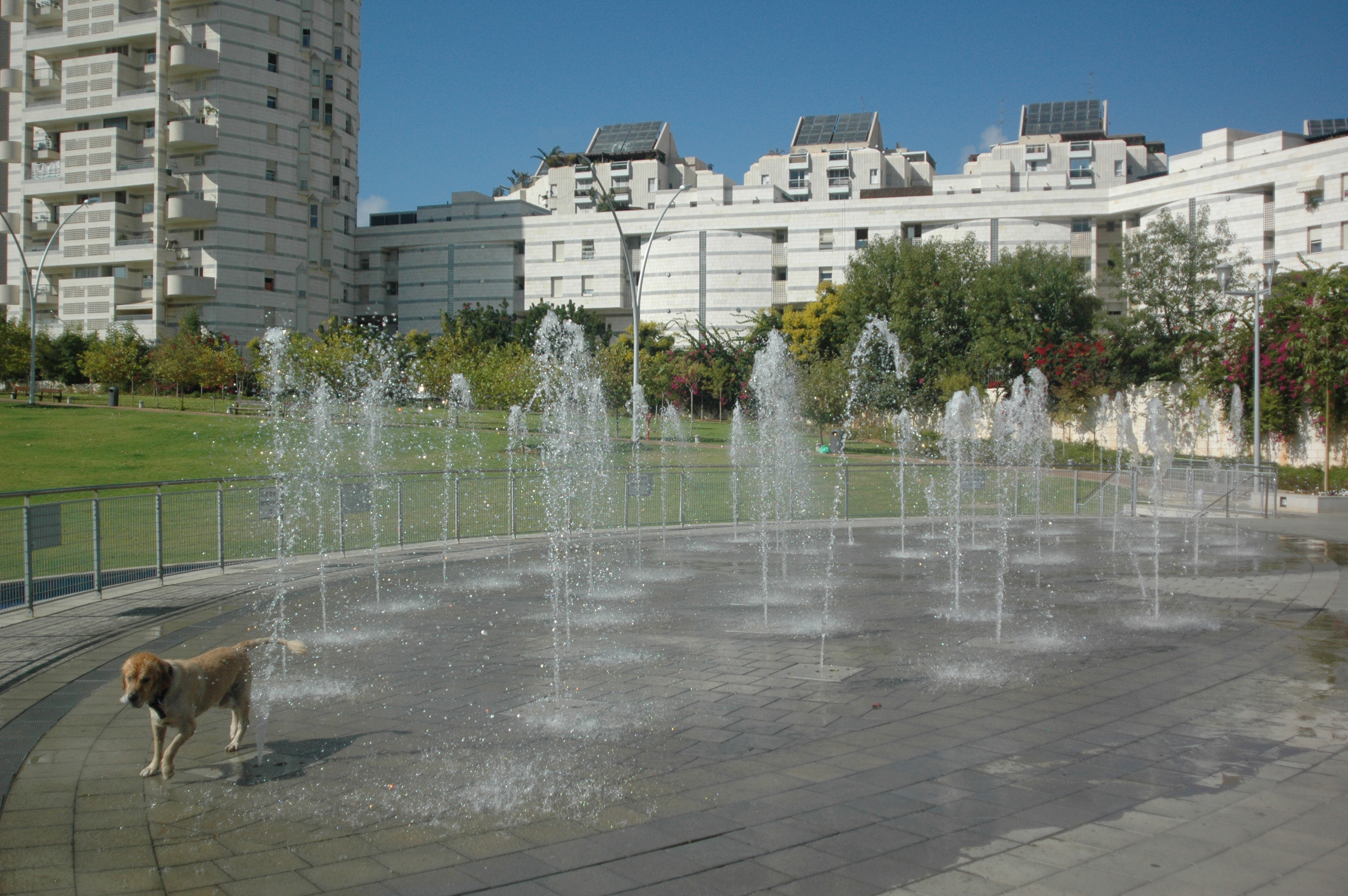
Фонтан в парку Гіватаїм
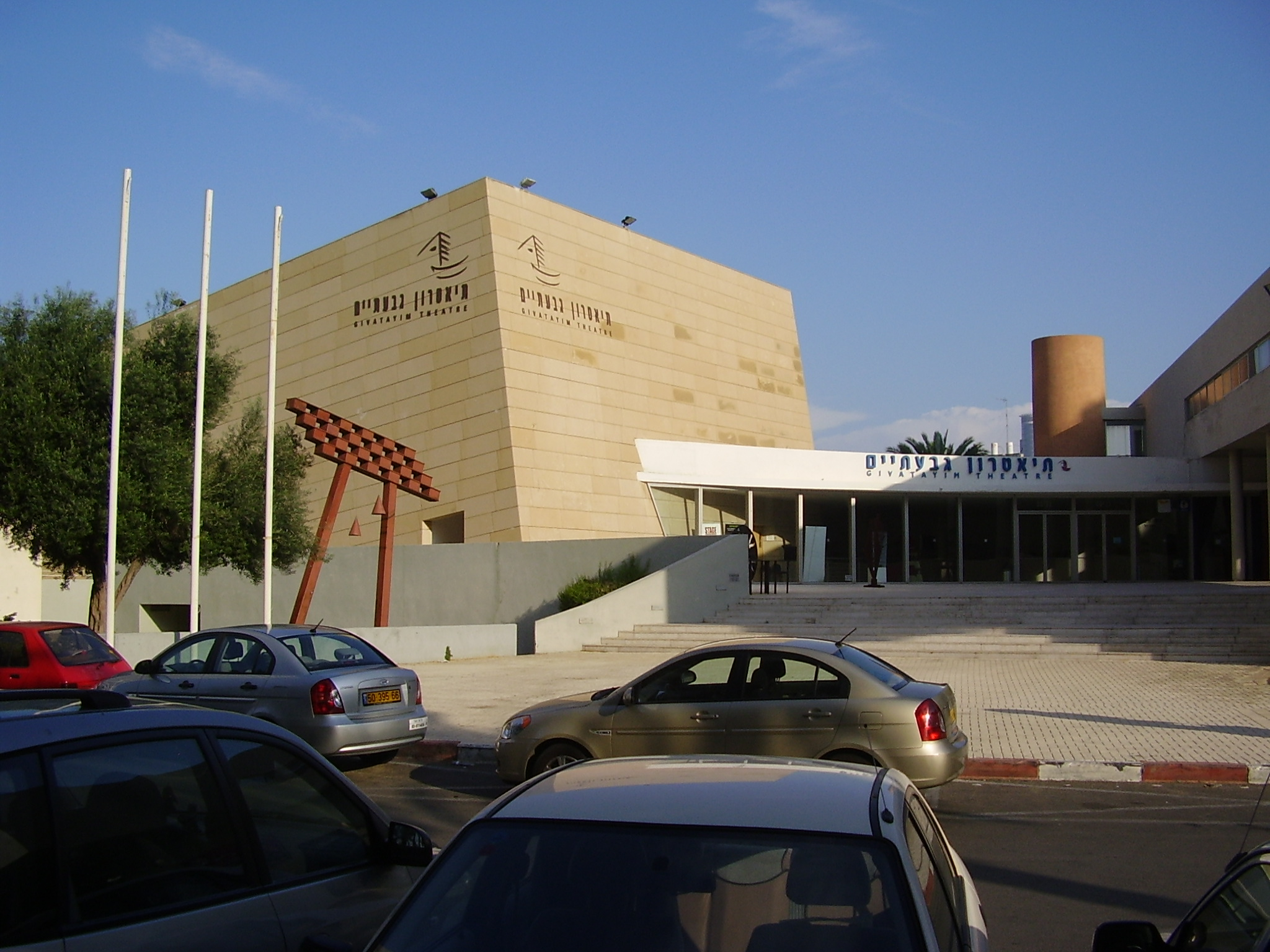
Театр Гіватаїм